# Beat Maendli
Beat Mändli (Zurique, 1 de outubro de 1969) é uma ginete suíça, especialista em saltos, medalhista olímpica. 

## Carreira
Beat Mändli representou seu país nos Jogos Olímpicos de 1984. 1992, 1996 e 200, na qual conquistou a medalha de prata nos saltos por equipes, em 2000.